# Proces Zela a spol.

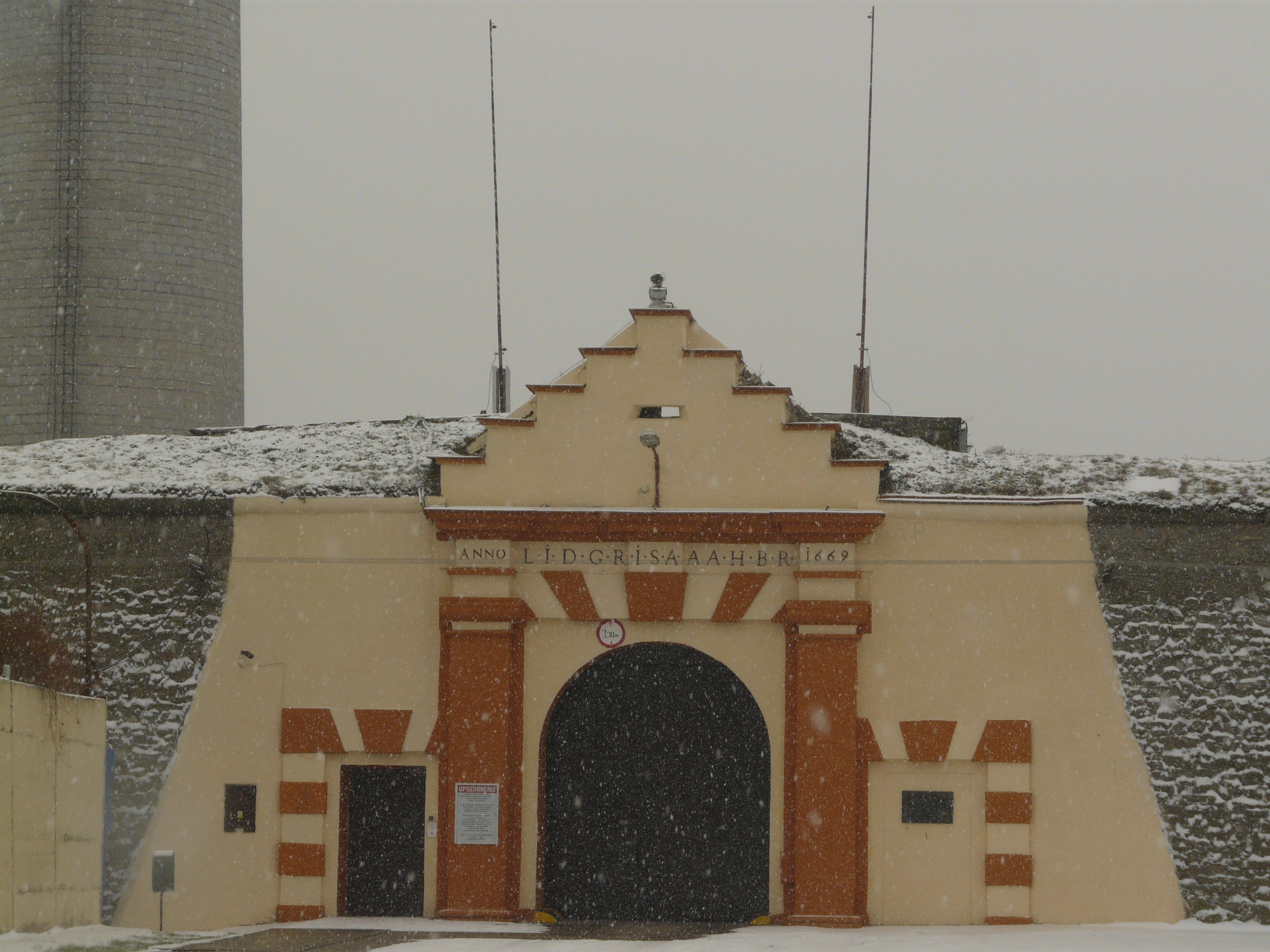
Leopoldovskou věznicí prošla většina odsouzených z tohoto procesu

Proces Biskup Zela a společníci byl v pořadí druhý velký politický proticírkevní proces, nazývaný také proces proti vatikánským agentům v Československu (předcházel mu v roce 1950 proces Machalka a spol.). Vykonstruovaný proces s biskupem Zelou a osmi dalšími obviněnými probíhal od 27. listopadu 1950 do 2. prosince 1950 a všichni obvinění byli shledáni vinnými. Nejvyšší trest dostal Jan Opasek (doživotí), ostatní byli odsouzeni k 10 až 25 rokům vězení (dohromady 150 let těžkého žaláře). Dva z nich (Stanislav Jarolímek a Josef Čihák) trest nepřežili.
Po přezkumném řízení byl 18. června 1969 Městským soudem v Praze rozsudek v plném rozsahu zrušen.

## Obžalovaní a ustanovení obhájci
Obžalované vybrala 25. září 1950 koordinační komise, složená ze zástupců Státního úřadu pro věci církevní, státní prokuratury a ministerstev spravedlnosti a národní obrany:
- ThDr. Stanislav Zela, * 12.7.1893, světící biskup a generální vikář arcidiecése olomoucké (obhájce dr. Josef Šlajs)
- Jan Opasek, * 20.4.1913, opat břevnovského kláštera benediktinů (obhájce dr. Jiří Vízek)
- ThDr. Stanislav Jarolímek, * 14.11.1900, opat premonstrátskéko kláštera na Strahově (obhájce dr. Jan Hrdlička)
- ThDr. Josef Čihák, * 11.9.1880, prelát arcijáhen metropolitní kapituly u sv. Víta (obhájce dr. František Vorel)
- ThDr. Otakar Švec, * 27.8.1888, papežský prelát a metropolitní kanovník u sv. Víta (obhájce dr. Jaroslav Tauš)
- ThDr. Jaroslav Kulač * 29.5.1887, kanovník u sv. Víta a ředitel misijního svazu duchovenstva (obhájce dr. Vladimír Martin)
- ThDr. Antonín Mandl, * 27.3.1913, ředitel (obhájce dr. Vladimír Čeřovský)
- ThDr. Jan Boukal, * 8.5.1906, první sekretář arcibiskupství (obhájce dr. Josef Pužman)
- Václav Mrtvý, * 1.10.1907, řeholní kněz kongregace salesiánů (obhájce dr. Václav Synek)

## Průběh procesu
Celý proces byl podrobně připraven, byl vybrán spolehlivý senát i prokurátoři. Průběh byl denně hodnocen, o procesu byly vydávány tiskové zprávy a nechyběly ani rozhlasové relace.
Hlavní líčení před Státním soudem v Praze bylo zahájeno 27.11.1950. Předsedou pětičlenného senátu byl JUDr. Jaroslav Novák, přísedícími JUDr. Karel Bedrna a JUDr. Zdeněk Kaláb. Žalobu přednesl prokurátor JUDr. Karel Čížek. Všichni obvinění byli žalováni ze zločinů velezrady a vyzvědačství, a dále dr. Zela, dr. Kulač a dr. Boukal ze zločinu veřejného násilí zlomyslným konáním, dr. Zela a dr. Švec ze zločinu podvodu a dr. Zela ještě z účasti na zločinu podvodu.
Žaloba podrobně uváděla podíl jednotlivých obžalovaných zejména na následujících skutcích:
- rozšiřování protistátních letáků, rozšiřování pastýřských listů a textů kritických k režimu
- rozmnožování a rozšiřování náboženských textů, kritika režimu během kázání a při výuce náboženství
- styky s cizími diplomaty a novináři
- špionáž pro vatikánskou, francouzskou, belgickou a italskou rozvědku
- kontakty s nadřízenými v zahraničí a s emigranty
- pomoc k přechodu hranic
- materiální podpora perzekvovaným osobám
- ukrývání církevního majetku
- pomoc při zasílání zpráv do zahraničí

Po přednesení obžaloby proces pokračoval výslechy jednotlivých obviněných a předvolaných svědků. První den byli vyslechnuti dr. Zela a dr. Čihák. Druhý den proces pokračoval výslechy dr. Kulače, dr. Boukala, dr. Švece a dr. Mandla. Třetí den vypovídali Václav Mrtvý, dr. Jarolímek a Jan Opasek. Čtvrtý den byli předvoláni svědci, kterých bylo celkem 13. Pátý den pokračoval proces přednesením posudku znalce z oboru mezinárodního a církevního práva, kterým byl ustanoven univerzitní profesor dr. Antonín Hobza. Pak pronesli své závěrečné řeči prokurátoři JUDr. Ján Feješ a JUDr. Karel Čížek. Následovaly řeči obhájců a poslední slovo obviněných. Konečně 2.12.1950 byl vynesen rozsudek, proti němuž se obvinění vzdali opravných prostředků a museli okamžitě nastoupit trest.
Bezprostředně po skončení procesu o něm tehdejší Ministerstvo spravedlnosti v prosinci 1950 vydalo publikaci „Proces proti vatikánským agentům v Československu“.

## Rozsudky, průběh věznění a další osudy
Rozsudkem Státního soudu byli všichni obvinění shledáni vinnými v celém rozsahu obžaloby. Kromě trestů odnětí svobody jim byly uděleny i peněžní tresty (ve výši 10 až 150 tisíc Kčs), a také byla vyslovena konfiskace celého jmění a ztráta čestných práv občanských. Tresty odnětí svobody:
- Stanislav Zela – 25 roků (prošel pak věznicemi Leopoldov, Mírov, Valdice, Praha-věznice č. 2. V roce 1963 byl sice propuštěn, ale prakticky internován v charitním domově v Radvanově, kde v roce 1969 zemřel)[4]
- Jan Opasek – doživotí (prokuraturou byl navrhován trest smrti. Prošel věznicemi Valdice, Leopoldov, Žilina-věznice č. 3 a Praha-věznice č. 2. V roce 1960 byl amnestován, po srpnu 1968 odešel do Bavorska, kde mj. spoluzaložil laické sdružení Opus bonum, v roce 1990 se vrátil do vlasti a ujal se znovu opatského úřadu. Zemřel v roce 1999)[5]
- Stanislav Jarolímek – 20 roků (po procesu byl převezen do pankrácké vězeňské nemocnice, kde dva měsíce poté poslední lednový den roku 1951 zemřel)
- Josef Čihák – 10 roků (věznice Pankrác, Valdice a Leopoldov, kde v 1960 zemřel)[6]
- Otakar Švec – 20 roků (věznice Leopoldov, v roce 1954 mu byl prominut zbytek trestu a byl podmínečně propuštěn jako těžce nemocný. Zemřel v roce 1958)[7]
- Jaroslav Kulač – 17 roků (mj. věznice Leopoldov, propuštěn v roce 1960)
- Antonín Mandl – 25 roků (věznice Leopoldov, Praha-Ruzyně, Pardubice, Valdice. Propuštěn byl v únoru 1964, pracoval nejprve jako dělník, od roku 1968 vypomáhal v duchovní správě v Praze na Proseku. Zemřel r. 1972)[8]
- Jan Boukal – 18 roků (mj. věznice Leopoldov; zemřel jako důchodce v roce 1982 v Praze)[9]
- Václav Mrtvý – 15 roků (mj. věznice Valdice, odpykal si celých 15 let. Po propuštění žil v Praze, později byl duchovním správcem v ústavu Boromejek v Plavči u Znojma, kde v roce 1976 zemřel)[10][11]